# تلوث الغذاء
يشير مصطلح تلوث الغذاء إلى احتواء الطعام أو الماء على ما يجعله غير صالح للاستهلاك الآدمي أو الحيواني، سواء كانت كائنات دقيقة ضارة، أو مواد كيماوية سامة أو غذاء ملوث بالمواد المشعة القاتلة، مما قد يترتب على تناول الغذاء إصابة المستهلك بالأمراض، التي تعد أشهرها أمراض التسمم الغذائي.
يعتبر الغذاء وسيلة سهلة لنقل الميكروبات الممرضة، لذلك يجب منع تلوث الطعام والماء بالميكروبات للمحافظة على الصحة العامة في أي تجمع بشري، وذلك بإتباع عدة طرق وقائية لحماية الغذاء من التلوث، مثل عدم جعل الطعام مكشوفاً للحشرات والأتربة، وغسيل الخضراوات والفاكهة بشكل جيد، مع مراعاة غسل الأيدي قبل وبعد تناول أي وجبة.

## ماهية التلوث الغذائي وعوامله
يعتبر الغذاء ملوثاً إذا احتوى على ما يجعله غير صالح للاستهلاك الآدمي، والتي قد تكون جراثيم ممرضة أو اختلط ببعض الكيماويات السامة أو تعرض لمواد مشعة قاتلة، مما يترتب على تناولها تسمم غذائي ممثلاً في إصابة الإنسان بأمراض حادة خاصة بالمعدة والأمعاء. وتقسم الأمراض عن طريق الغذاء إلى أمراض معدية عن طريق الغذاء، ومسممات الطعام.
تدور عوامل تلويث الغذاء حول إهمال الطرق الملائمة لتداول الغذاء أو التغاضي عن بعض أساسيات التصنيع الغذائي، وهي:
1. عدم اتخاذ متداولي الأغذية الاحتياطات الصحية الصارمة، سواء بالنسبة لعاداتهم الشخصية أو في مناطق عملهم والأدوات المستخدمة.
2. عدم تبريد الأغذية بطريقة ملائمة.
3. عدم تصنيع الأغذية بالأسلوب المناسب.
4. تعريض الأغذية لناقلي الملوثات أثناء التخزين أو النقل.
5. عدم إدراك مدى خطورة الأمراض التي تنقل عن طريق الغذاء.
6. قصور عملية الرقابة على نوعية الغذاء، خاصةً من الناحية الميكروبيولوجية.

وتصنف مصادر الملوثات الغذائية والتي يترتب على وجودها في الغذاء بتركيزات تختلف عن الحدود المقبولة إلى حد الضرر أو إصابة مستهلكها النهائي بحالة مرضية.

## ملوثات الغذاء الطبيعية
يقصد بملوثات الغذاء الطبيعية أي مكون طبيعي غريب يتواجد في الغذاء ويمكنه أن يسبب خطورة على صحة المستهلك، ورغم أنه يتصف بأنه أقل مصادر التلوث خطورة، إلا أنه قد يسبب أحياناً مشاكل خطيرة لمنتج الغذاء تكبده نفقات باهظة كتعويضات، ومن أمثلة هذه الملوثات:
- ملوثات تصل إلى الغذاء أثناء النمو والحصاد، كالحجارة والأتربة والمعادن والحشرات وبقاياها.
- ملوثات تصل إلى الغذاء أثناء عملية التصنيع والتداول، كبقايا الزجاج والعظام والمعادن والأخشاب والأسلاك الكهربائية والشحوم والصدأ وبقايا الدهانات.
- ملوثات تصل إلى الغذاء أثناء عملية التعبئة والتوزيع، كالحشرات والخيوط والشعر والأحجار والمعادن.

فوجود الشَعر في الطعام -كمثال- توصف بأنها وصمة عارٍ في كثيرٍ من المجتمعات. حيث تنشأ الخطورة من أنه -الشعر- قد يتسبب في الإصابة بصدمة أو حتى الغثيان والقيء، بالإضافة إلى أنه قد يكون ملوثاً بالمواد السامة. ومن ثم فالآراء تجاه الشعر في الطعام تختلف وفقاً لمستويات الخطورة التي تشكلها وجود الشعرة في الطعام بالنسبة للمستهلك الفرد.
نتيجةً لذلك في كثيرٍ من الدول، يُطلب من العاملين في مجال الصناعات الغذائية أن يُغطوا شعورهم. كما أنه عندما يُخَدِّم الأفراد على طعامٍ ما سواءً في مطعمٍ أو مقهى ما ويعثروا على شعرٍ بطعامهم، فمن الأغلب أن يقوموا بالشكوى للأعضاء المسؤولين. على الرغم من هذا، فليس الأمر بالقضية الدامغة والتي يمكن خلالها مقاضاة المطعم في الولايات المتحدة الأمريكية  مثلاً، إلا أنه في بريطانيا يُعد كسراً لتشريعات قانون سلامة الغذاء البريطاني الصادر عام 1990، حيث أن ذلك عُرِف بأنه يُسبب تسمم الطعام، ولذلك يستطيع الأفراد الذين يعثرون على شعرةٍ في طعامهم مقاضاة المكان الذي يُقدم هذا الطعام على أثر ذلك.
ونلاحظ أنه تتواجد مجموعة من الأسباب المحتملة لرفض وجود شعرٍ في الطعام، والتي تتراوح من المحظورات الثقافية إلى الحقيقة البسيطة المتمثلة في أنه من الصعب هضم الطعام وبه شعر أو أنه يُصبح غير مستساغ وغير محبوب ليتم تناوله. كما أنه يمكن تفسيره على أنه إشارة للمزيد من المشكلات المتفاقمة ذات الصلة بالصحة. هذا بالإضافة إلى أنه العثور على مثل خصال الشعر  تلك ثَبُت أنها أسفرت عن حوادث التلوث من هذا القبيل.
إلا أنه في الوقت ذاته وفي بعض الأحيان، يمكن استخدام البروتين المتواجد في الشعر البشري كمكونٍ غذائيٍ،  في تصنيع الخبز أو المنتجات الشبيهة مثلاً. إلا أن مثل ذلك الاستخدام للشعر البشري يعتبر محرماً في الشريعة الإسلامية. هذا وكان العثور على الشعر قديماً بين اليهود يُعَدُ مؤشراً على سوء الطالع.

## ملوثات الغذاء الحيوية الميكروبية
يُقصد بها جميع أنواع الكائنات الحية الميكروبية المرضية، مثل البكتيريا الضارة والفيروسات والفطريات والطفيليات، أو إفرازاتها، والتي يترتب على وجودها في الغذاء إصابة الإنسان بالمرض، وحيث يطلق عليها عدوى غذائية أو ينجم المرض نتيجة ما يبثه الكائن الممرض من إفرازات سامة سواء بالنسبة للإنسان أو الحيوان، ويطلق عليها اسم الذيفانات (التوكسينات)، ويطلق على الحالة المرضية عندئذ اسم تسمم غذائي. وهذه الملوثات هي:
- ملوثات بكتيرية.
- ملوثات فيروسية.
- ملوثات فطرية.
- ملوثات طفيلية.
- ملوثات كيميائية.
- ملوثات إشعاعية.

## الملوثات البكتيرية للغذاء
البكتيريا هي عبارة عن كائنات حية متناهية في الصغر لا يمكن رؤيتها إلا ميكروسكوبياً، ومنها القليل ما يعيش طفيلياً مسببة للأمراض. يحذر العلماء من استمرارية تلوث البيئة نتيجة للاستخدام المفرط للمبيدات الزراعية التي تقضي على أنواع من البكتيريا المتضمنة في دورة الآزوت ودورة الكربون التي بانتهائها قد تؤدي إلى انتهاء الحياة على سطح الأرض.
أما تجرثم البكتيريا فإنها ظاهرة تلجأ إليها بعض أنواع البكتيريا لحماية نفسها من المؤثرات الخارجية الضارة التي تفتك بها، كالأحماض والقلويات وغيرها. وتلجأ وتوجد أنواع من البكتيريا تعيش في الظروف الطبيعية، ومنها ما يقاوم الظروف عبر الطبيعة، ومنها ما يعيش داخل جسم الإنسان ويسبب له الأمراض.

## الملوثات الفيروسية للغذاء

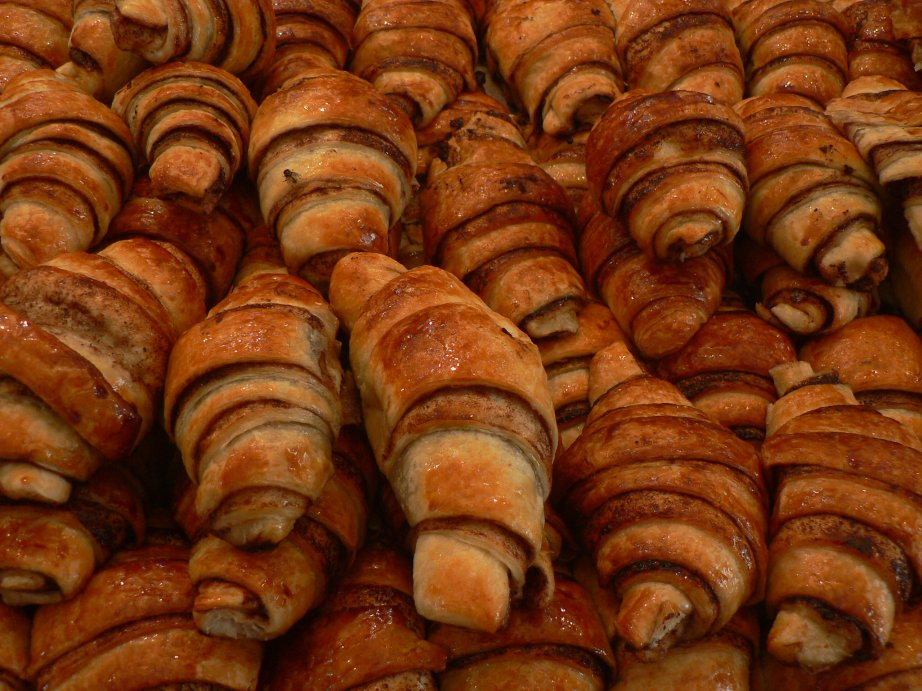
ذبابة قابعة على الحلوى.

الفيروسات: هي عبارة عن أجسام دقيقة جداً لدرجة لا تسمح بمرورها من خلال المرشحات، مما جعل يُطلق عليها اسم الرشحيات أو الرواشح. فالفيروسات التي تنتقل إلى الغذاء قد تسبب الإسهال وتكون منقولة بالحشرات، وكذلك هناك فيروسات تسبب التهاب الكلية وفيروسات الإنفلونزا والحصبة والجدري وشلل الأطفال والحمى الصفراء، وكثير من الفيروسات المسببة للأمراض النباتية، التي تنتقل بدورها للإنسان بعد تناوله لها.

## الملوثات الفطرية للغذاء

مراحل تعفن ثمرة الخوخ.

تشبه الفطريات البكتريا مع كُبر حجمها عنها نسبياً، ومن مظاهر الشبه مع أغلب أنواع البكتيريا عدم القدرة على التغذية الذاتية، لذلك تنمو فوق المواد العضوية. وهناك نحو 50 ألف نوعاً من فطريات العفن منتشرة في الهواء والماء والتربة، وتتفاوت أضرارها بين إتلاف المحاصيل بأمراض النبات الفطرية وتعفن المواد الغذائية المخزونة. وتصل بعض أنواعها إلى حد إنتاج أصناف من السموم المسرطنة التي يبلغ عددها نحو 250 نوعاً، أو المشوهة للأجنة أو المثبطة للمناعة أو المتلفة للكبد أو التهاب الجهاز التنفسي، أو التهاب الكلى أو الجهاز العصبي. ومن أشهر الفطريات ذات الطبيعة السمية والملوثة للغذاء أفلاتوكسين (بالإنجليزية: Aflatoxineds)، والذي غالباً ما يلوث الحبوب والدرنات والبذور الزيتية وبعض الفواكه خاصةً في جنوب شرق آسيا ووسط أفريقيا. واتضح أن معدل تناوله في الطعام بالنازاجرام يتناسب طردياً مع معدل انتشار سرطان الكبد، سواء بالنسبة للإنسان أو الحيوان. وتصنف معظم الفطريات بتكاثرها اللاجنسي، ويستطيع الفطر الواحد في ظل ظروف معينة أن يتكاثر بأعداد فلكية. مما جعل من قضية الفطريات مشكلة عالمية، نظراً لانتقال الحبوب المعرضة للتلوث بها من مكان الإنتاج إلى مكان الاستهلاك بسبب طول فترة النقل وتهيئة الظروف المسببة لتكاثرها وإفراز سمومها، مما جعل الدول تبادر إلى وضع حدود لما يسمح به منها. وفي حالة الأفلاتوكسين مثلاً، لا تسمح الدول الأوروبية بأكثر من 50 جزء في البليون، وتنخفض في الولايات المتحدة الأمريكية إلى 20 جزء في البليون.

## الملوثات الطفيلية للغذاء
يشمل عالم الطفيليات مختلف ضروب عالم الكائنات المعدية الفريدة التي تعيش في مختلف أنسجة الإنسان وأوعيته، انطلاقاً من أن الطفيل عبارة عن كائن حي ينشئ رابطة فسيولوجية مع أنسجة كائن حي آخر، أما على سطحه أو داخله، وذلك من حصوله على الغذاء وضمان فرصة العيش والتكاثر. مما يجعل الطفيليات من أهم المشكلات الصحية المتميزة، خاصةً في دوائر الفقر المنتشرة، والتي يمكن إرجاعها إلى انخفاض مستوى الإصحاح (بالإنجليزية: Sanitation)، خاصةً افتقاد إمدادات مياه الشرب النقية والجهل بالممارسات التي تحفظ الصحة.

## الملوثات الكيميائية للغذاء
يقصد بها الملوثات الغذائية غير الجرثومية، فأي مادة كيميائية قد تصل إلى الغذاء أثناء عملية الإنتاج أو التداول أو قد تضاف إلى الغذاء فرض حفظه، أو قد تتواجد طبيعياً في الغذاء، والتي تمثل خطورة على صحة مستهلك الغذاء في حالة استهلاكه. وهناك من يعتبر أن التلوث الكيميائي بصفة عامة وتلوث الغذاء بصفة خاصة ثمناً لا بد من دفعه مقابل ما حققه الانفجار الصناعي من منجزات، والذي أخذ أبعاداً هائلة في السنوات الأخيرة، والذي تطور من مجرد أقذار موضعية ليصبح ملوثاً عاماً للطبيعة برمتها لاتساع نطاق أثاره على نحو لا يمكن التنبؤ به أحياناً، لما يتصف به من انتشار بطء مستتر ومتواصل، سواء مع الهواء أو الماء أو التربة بجانب الغذاء مع عدم خضوعه للظواهر الطبيعية التلقائية للتقنية الذاتية بعكس التلوث الأحيائي كمصدر للتخمر والتعفن والتكاثر الميكروبي الذي يعالج نفسه بنفسه، نظراً للتقنية الذاتية للحياة مثلاً -المصدر الرئيسي للتلوث- بفضل أشعة الشمس التي سرعان ما تضع حداً لتكاثر الجراثيم الممرضة، مما يجعل أشكال هذه النوع من التلوث يظل محصوراً في أماكن نشوئها، وخاصةً على مقربة من التجمعات البشرية. ويمكن تصنيف الملوثات الغذائية فيما يلي:

### ملوثات كيميائية زراعية

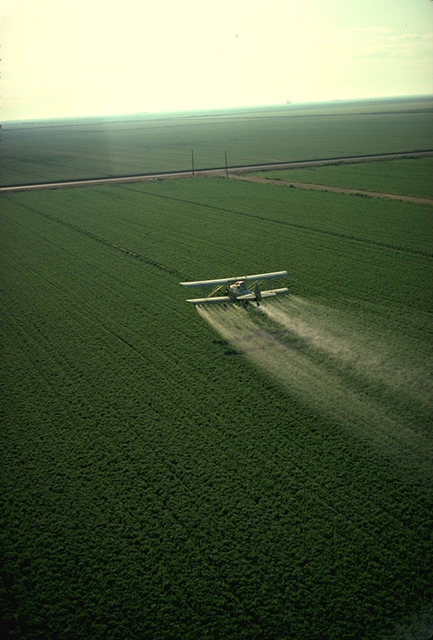
رش المحاصيل الزراعية بالمبيدات بواسطة الطائرات.

أي المواد الكيميائية التي تستخدم في زيادة الإنتاج النباتي والحيواني والسمكي وبقاياها، والتي تتصف بتأثير ضار على الصحة، وتتصف جميعها بأن لها حداً أقصى مسموح به يتم تحديده من قبل الجهات الوطنية المعنية والهيئات الدولية، والذي يجب عدم تجاوزه حفاظاً على صحة مستهلك الطعام، وذلك مثل بقايا المبيدات الحشرية والفطرية والحشائش مثل المركبات الكلورونية العطرية ومركبات البيفينيل عديد الكلور والديوكسين والمبيدات الفسفورية. أيضاً بقايا بقايا الأسمدة الزراعية كالنترات والفوسفات. كذلك بقايا الأدوية البيطرية واستخدام الهرمونات لتسمين الدواجن وتربية الثروة السمكية.
عرضت منظمة السلام الأخضر في 2006 في الصين أن 25% من مننتجات الأسواق والمحلات التجارية الزراعية احتوت على مبيدات آفات محظورة. حيث كانت نسبة 70% من الطماطم التي خضعت للاختبارات والفحوصات تحتوي على مبيد الآفات لينداد (Lindane) المحظور، وأن تقريباً 40% من العينات اشتملت على خليطٍ من ثلاثة أنواعٍ أو أكثر من مبيدات الآفات. كما خضعت الفواكه للفحص مثلها في ذلك مثل الخضروات. حيث وُجِد أن عيناتٍ من ثمار اليوسفي، الفراولة والعنب ملوَثَة بمبيدات الآفات المحظورة، والتي منها مبيد Methamidophos شديد السمية. كما أن هذه الفاكهة يمكن الحصول عليها من سوق هونغ كونغ. ومن ثم فتقول منظمة السلام الأخضر أنه لا تتوافر عملية ضبط وسيطرة شاملة على إنتاج الفواكه في هونغ كونغ اعتباراً من عام 2006.
وفي فيتنام عام 2007، انتشرت أخبار وجود الفورمالدهيد، وهو مادة مسرطنة وُجدت في طبق الخضار الوطني، الفو (Phở)، والذي أثار مخاوف من الطعام الفيتنامي. كما أنه وُجد أن الخضراوات والفواكه تحتوي على مبيدات الآفات المحظورة. «أقرت وكالات الصحة أن صلصة الصويا الفيتنامية، ثاني أشهر صلصة في فيتنام بعد صلصة السمك، كانت مليئة بصورة صادمة بعناصر مسرطنة منذ عام 2001 على الأقل»، الخبر الذي صدم جريدة ثان نين اليومية. والتي جاء بها «لماذا لم يخبرنا أحد؟»  حيث تعتبر مادة 3-MCPD هي المادة المسرطنة في الصلصات الآسيوية ومستقلبها هو 1,3-DCP، والتي مثلت مشكلة قائمة قبيل عام 2000 والمؤثرة على العددي من القارات.

### ملوثات كيميائية صناعية
تضم بقايا مواد التنظيف والتطهير والزيوت والشحومات والسولار والكيروسين والأمونيا والمبيدات الحشرية، والتي يجري التعامل معها من خلال عملية تصنيع المواد الغذائية أو خلال تداولها وحتى التوزيع النهائي لها، وتتصف هذه المواد بسميتها في تركيزاتها المرتفعة.
فمثلاً في الهند، فقد وُجِدَ أن المشروبات الغازية تلوثت بمعدلاتٍ عاليةٍ من مبيدات الآفات ومبيدات الحشرات، والتي منها الليندان، مبيد دي دي تي، والميلاثيون.

### الملوثات الكيميائية المحتمل وجودها طبيعياً في الغذاء
ويقصد بها الملوثات السامة المحتمل وجودها طبيعياً في الغذاء وتشتمل أساساً على المركبات الناتجة من عملية الأيض في الخلايا النباتية والحيوانية.

### ملوثات الإضافات إلى المواد الغذائية
ويقصد بها ما يضاف إلى المواد الغذائية كالمواد الحافظة لزيادة فترة الصلاحية، أو لتحسين خواص الغذاء سواء في صورة محسنات طعم أو رائحة أو قوام أو لون أو مستحلبات أو مثبتات.

### ملوثات كيميائية سامة تفرزها عملية تصنيع المواد الغذائية
وهي المحتمل تكوينها نتيجة تحوّل بعض مكونات الغذاء أو نمو كائنات حيّة دقيقة غير مرغوب فيها. مثل الهيدروكربونات العطرية أثناء عملية الشواء على الفحم، أو إنتاج السموم الفطرية نتيجة نمو الفطريات على الغذاء مثل الأوكراتوكسين والروبروتوكسين.

### ملوثات المعادن الثقيلة
أي العناصر الثقيلة ذات الطبيعة السامة مثل الزئبق والزرنيخ والكادميوم والألومنيوم التي تصيب الإنسان بالتسمم لتركزها في جسمه، نتيجة تناوله أطعمة نباتية أو حيوانية تعاملت مع مياه أو غذاءً ملوثاً بهذه العناصر.

## ملوثات الغذاء الإشعاعية
تم تطوير تقنية تشعيع الغذاء في السبعينات من القرن العشرين، وذلك من أجل زيادة فترة عرض ثمار الفاكهة والخضراوات من خلال قذف الغذاء بأشعة غاما، التي توقف عملية التعفن وتقتل البكتيريا الملوثة، وذلك من خلال تحديد مستويات مقدار التشعيع من واقع ما أفرزته جهود بحثية ذات العلاقة، فمن الممكن بهذه التقنية حفظ الأسماك -مثلاً- لمدة شهر كامل بحالة جيدة. إلا أن ذلك تعرّض لمعارضة كبيرة محذرة من مخاطر التلوث بالسرطانات من ناحية، واحتمالات تحطيمها للفيتامينات من ناحية أخرى. مما أدى إلى تطبيق الأغذية المصنعة المعالجة إشعاعياً، مع الإشارة إلى ذلك ليكون للمستهلك الحرية في التعامل معها من عدمه.

## الهندسة الوراثية والتلوث الغذائي
الهندسة الوراثية لها دور مهم في الحفاظ على التنوع الأحيائي على الأرض. وقد وصل عدد أنواع النباتات المعدلة وراثياً في نهاية عام 1995 إلى نحو 60 نوعاً، بالإضافة إلى ما يزيد عن 3 آلاف اختباراً حقلياً للمحاصيل المهندسة وراثياً، وذلك في 32 دولة حسب الوضع عام 1993 تصدرتهم الولايات المتحدة الأمريكية تليها فرنسا. وقد تصدرت كل من شلجم الزيت والذرة وبنجر السكر والبطاطس والطماطم المقدمة في أوروبا، كما تصدر كل من الذرة وفول الصويا والقطن المقدمة في الولايات المتحدة الأمريكية.

## أمراض التلوث الغذائي
رغم أن الغذاء من ضروريات حياة ونمو الكائنات الحية، إلا أنها قد تكون مصدراً للوباء خاصةً للإنسان. أما الأغذية الأكثر عرضة للتلوث بالبكتيريا الضارة فهي اللحوم ومنتجاتها، كذلك الدواجن والأسماك والألبان ومنتجاتها، أيضاً الأغذية المصنعة والمطهوة والمعلبات الفاسدة، والوجبات السريعة التي تباع بالشارع مثل: الكشري والباذنجان المقلي والطعمية والهامبورجر. وقد جرت العادة على تصنيف الأمراض التي تنقل عن طريق الطعام الملوث إلى:
- أمراض معدية عن طريق الغذاء، ومن أهمها أمراض الحمى المالطية،[46] ومرض الشيجيللوزيس، الفيبريوزيس، والكوليرا.[47]
- مسممات الطعام، وهي أمراض التسمم الغذائي الشائعة [48] التي تحدث بسبب نمو الميكروبات المسببة للسموم وقيامها بإفراز مركبات كيميائية ذات تأثير سام بالنسبة للإنسان والحيوان. ومن أشهر مسببات التسمم الغذائي هي مجموعة سلمونيلا (الالتهاب المعوي)، وبكتيريا ستافلوكوكس أوريس/ الذهبية (بالإنجليزية: Staphylococcus aureus).[49]

## حماية الغذاء من التلوث
يعتبر الغذاء وسيلة سهلة لنقل الميكروبات الممرضة، لذلك يجب منع تلوث الطعام والماء بالميكروبات للمحافظة على الصحة العامة في أي تجمع بشري، وذلك بإتباع عدة طرق وقائية لحماية الغذاء من التلوث بشكلٍ عام، من أهمها:

### إجراءات الوقاية
بالنسبة للمزارعين، يجب منع استخدام المبيدات الخطرة على الصحة والبيئة، إضافة إلى الحد من استخدام الأسمدة الكيماوية والمبيدات الحشرية في الزراعة، واستبدالها بالأسمدة العضوية  والمبيدات الحيوية. كذلك استخدام المزارع لمياه ري نظيفة لسقاية المزروعات، وخاصةً التي تؤكل نيئة. كذلك ذبح الحيوانات في الأماكن المخصصة لها تحت إشراف صحي بيطري.
أيضاً يجب توفير مياه شرب نظيفة، عن طريق تنظيف وتعقيم خزانات المياه بشكل دوري. كذلك منع بيع الأغذية المكشوفة بأي شكل من الأشكال. مع إجراء فحص طبي ومخبري دوري للعاملين في مجالات التصنيع الغذائي المختلفة كمصانع الأغذية والمطاعم. أما بالنسبة للمستهلك، فيفضل عدم استخدام العلب البلاستيكية وأكياس النايلون لحفظ الطعام.

### إجراءات للحد من التلوث الغذائي

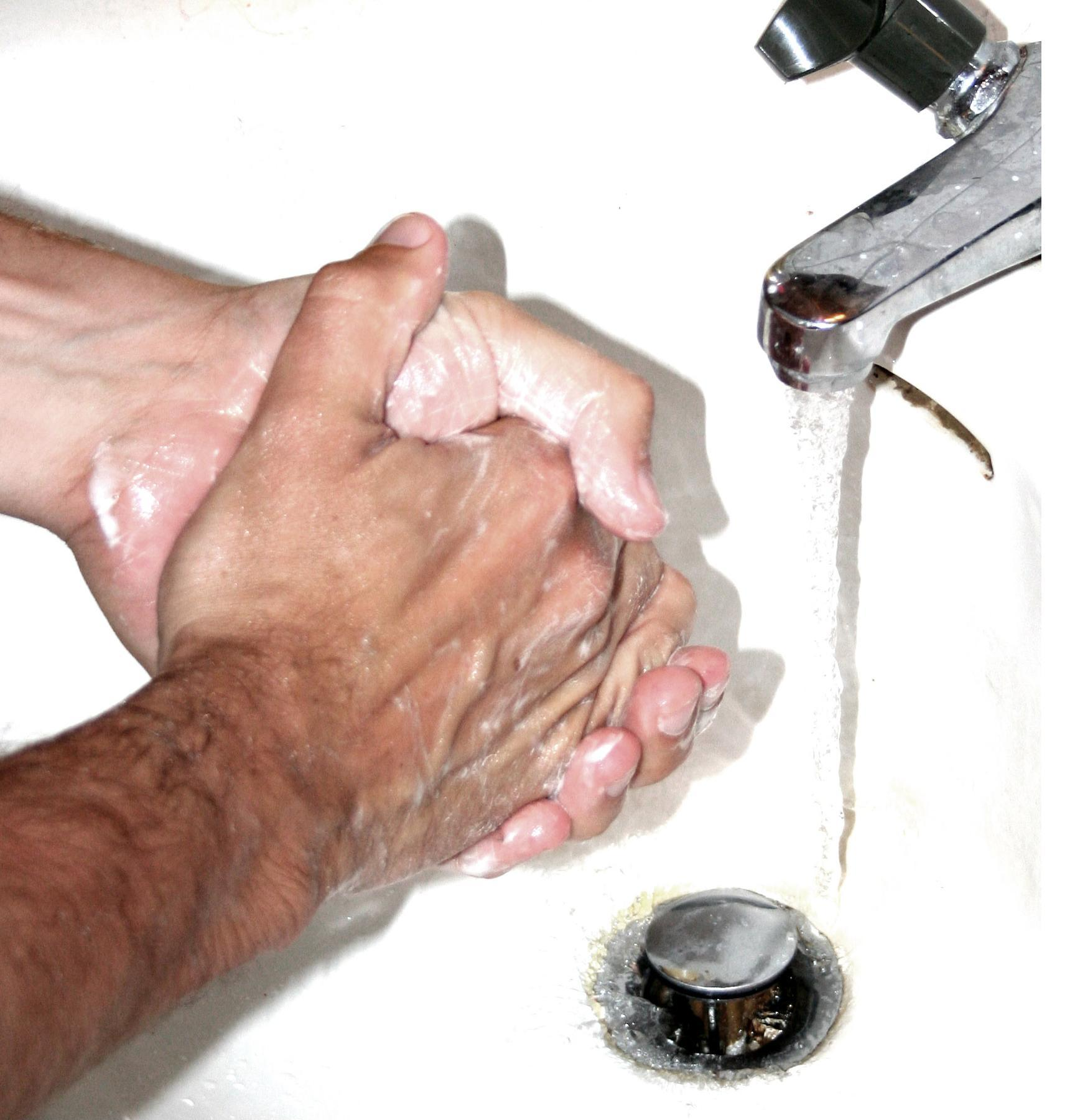
غسل الأيدي واجب قبل تناول الطعام لمنع انتقال الملوثات إليه.

هناك إجراءات وعوامل مساعدة للحد من التلوث الغذائي يجب على المستهلكين إتباعها:
- اختيار الأطعمة والمشروبات الطازجة والابتعاد عن الأغذية المحفوظة بقدر الإمكان.[56]
- غسل الأيدي جيداً قبل تناول أي طعام.[57][58]
- تنظيف أواني المطبخ قبل استعمالها تنظيفاً جيداً.[59]
- إبعاد الحيوانات الأليفة -كالقطط والكلاب- عن أماكن الطعام.[60]
- منع الأشخاص المصابين بالأمراض المعدية من إعداد الطعام أو الاقتراب منه.
- حفظ الخضراوات والفواكه وبقايا الطعام بشكل جيد وغير مكشوف، واستخدام الثلاجة لذلك.
- تعقيم الخضراوات والفواكه بمادة البرمنغنات، أو الماء والصابون قبل الاستعمال.[61]
- غلي الحليب بشكل جيد وغلي بعض أنواع الجبن، وحفظها بالثلاجة عند الانتهاء.[62]
- استخدام فلتر لمياه الشرب عند الشك بعدم نظافتها أو غليها، وتصفيتها ثم شربها.[63]
- رمي النفايات وفضلات الطعام المتبقية يومياً في المكان المخصص، بعد وضعها في أكياس محكمة الإغلاق.[64]